# John Bellenden Ker Gawler

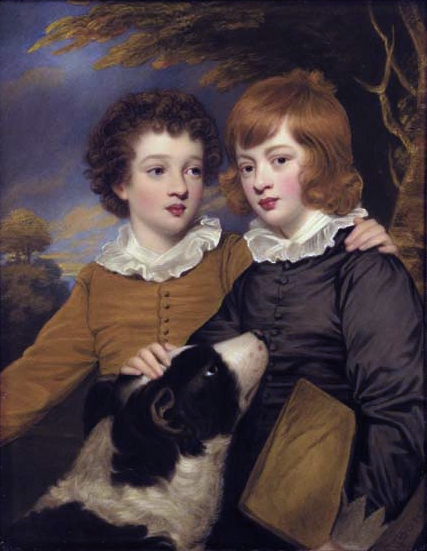
John Bellenden Ker som barn tillsammans med brodern Henry, målade av Henry Bone.

John Bellenden Ker, ursprungligen Gawler, född omkring 1765 i Ramridge, Andover, död där 1842, var en engelsk botanist. Han var far till Charles Henry Bellenden Ker.
Ker Gawler var först officer vid livgardet och skrev sedan flera botaniska verk, bland annat Iridearum genera, samt var den förste utgivaren av Botanical register (1812). Auktorsnamnet Ker Gawl. kan användas för John Bellenden Ker Gawler i samband med ett vetenskapligt namn inom botaniken; se Wikipediaartiklar som länkar till auktorsnamnet.